# 유엔 안전 보장 이사회 결의 제2701 ~ 2800호 목록
다음은 유엔 안전 보장 이사회에서 2023년 10월 19일부터 가결되었거나 가결될 결의안 제2701호부터 2800호까지의 목록이다.

## 목록

### 2023년
상임이사국:  미국  중국  러시아  프랑스  영국
비상임이사국:  일본  브라질  스위스  아랍에미리트  에콰도르 알바니아 모잠비크  몰타  가나  가봉
- 유엔 안전 보장 이사회 결의 제2701호
- 유엔 안전 보장 이사회 결의 제2702호
- 유엔 안전 보장 이사회 결의 제2703호
- 유엔 안전 보장 이사회 결의 제2704호
- 유엔 안전 보장 이사회 결의 제2705호
- 유엔 안전 보장 이사회 결의 제2706호
- 유엔 안전 보장 이사회 결의 제2707호
- 유엔 안전 보장 이사회 결의 제2708호
- 유엔 안전 보장 이사회 결의 제2709호
- 유엔 안전 보장 이사회 결의 제2710호
- 유엔 안전 보장 이사회 결의 제2711호
- 유엔 안전 보장 이사회 결의 제2712호
- 유엔 안전 보장 이사회 결의 제2713호
- 유엔 안전 보장 이사회 결의 제2714호
- 유엔 안전 보장 이사회 결의 제2715호
- 유엔 안전 보장 이사회 결의 제2716호
- 유엔 안전 보장 이사회 결의 제2717호
- 유엔 안전 보장 이사회 결의 제2718호
- 유엔 안전 보장 이사회 결의 제2719호
- 유엔 안전 보장 이사회 결의 제2720호
- 유엔 안전 보장 이사회 결의 제2721호

### 2024년
상임이사국:  미국  중국  러시아  프랑스  영국
비상임이사국:  대한민국  일본  스위스  슬로베니아  시에라리온 모잠비크 몰타  가이아나  에콰도르  알제리
- 유엔 안전 보장 이사회 결의 제2722호
- 유엔 안전 보장 이사회 결의 제2723호
- 유엔 안전 보장 이사회 결의 제2725호
- 유엔 안전 보장 이사회 결의 제2726호
- 유엔 안전 보장 이사회 결의 제2727호
- 유엔 안전 보장 이사회 결의 제2728호
- 유엔 안전 보장 이사회 결의 제2729호
- 유엔 안전 보장 이사회 결의 제2730호
- 유엔 안전 보장 이사회 결의 제2731호
- 유엔 안전 보장 이사회 결의 제2732호
- 유엔 안전 보장 이사회 결의 제2733호
- 유엔 안전 보장 이사회 결의 제2734호
- 유엔 안전 보장 이사회 결의 제2735호
- 유엔 안전 보장 이사회 결의 제2736호
- 유엔 안전 보장 이사회 결의 제2738호
- 유엔 안전 보장 이사회 결의 제2739호
- 유엔 안전 보장 이사회 결의 제2740호
- 유엔 안전 보장 이사회 결의 제2741호
- 유엔 안전 보장 이사회 결의 제2742호
- 유엔 안전 보장 이사회 결의 제2743호
- 유엔 안전 보장 이사회 결의 제2744호
- 유엔 안전 보장 이사회 결의 제2745호
- 유엔 안전 보장 이사회 결의 제2746호
- 유엔 안전 보장 이사회 결의 제2747호
- 유엔 안전 보장 이사회 결의 제2748호
- 유엔 안전 보장 이사회 결의 제2749호
- 유엔 안전 보장 이사회 결의 제2750호
- 유엔 안전 보장 이사회 결의 제2751호
- 유엔 안전 보장 이사회 결의 제2752호
- 유엔 안전 보장 이사회 결의 제2753호
- 유엔 안전 보장 이사회 결의 제2754호
- 유엔 안전 보장 이사회 결의 제2755호
- 유엔 안전 보장 이사회 결의 제2756호
- 유엔 안전 보장 이사회 결의 제2757호
- 유엔 안전 보장 이사회 결의 제2758호
- 유엔 안전 보장 이사회 결의 제2759호
- 유엔 안전 보장 이사회 결의 제2760호
- 유엔 안전 보장 이사회 결의 제2761호
- 유엔 안전 보장 이사회 결의 제2762호
- 유엔 안전 보장 이사회 결의 제2763호
- 유엔 안전 보장 이사회 결의 제2764호
- 유엔 안전 보장 이사회 결의 제2765호
- 유엔 안전 보장 이사회 결의 제2766호
- 유엔 안전 보장 이사회 결의 제2767호
- 유엔 안전 보장 이사회 결의 제2768호
- 유엔 안전 보장 이사회 결의 제2769호
- 유엔 안전 보장 이사회 결의 제2770호
- 유엔 안전 보장 이사회 결의 제2771호
- 유엔 안전 보장 이사회 결의 제2772호
- 유엔 안전 보장 이사회 결의 제2773호
- 유엔 안전 보장 이사회 결의 제2774호
- 유엔 안전 보장 이사회 결의 제2775호
- 유엔 안전 보장 이사회 결의 제2776호
- 유엔 안전 보장 이사회 결의 제2777호
- 유엔 안전 보장 이사회 결의 제2778호
- 유엔 안전 보장 이사회 결의 제2779호
- 유엔 안전 보장 이사회 결의 제2780호
- 유엔 안전 보장 이사회 결의 제2781호
- 유엔 안전 보장 이사회 결의 제2782호
- 유엔 안전 보장 이사회 결의 제2783호
- 유엔 안전 보장 이사회 결의 제2784호
- 유엔 안전 보장 이사회 결의 제2785호
- 유엔 안전 보장 이사회 결의 제2786호
- 유엔 안전 보장 이사회 결의 제2787호
- 유엔 안전 보장 이사회 결의 제2788호
- 유엔 안전 보장 이사회 결의 제2789호
- 유엔 안전 보장 이사회 결의 제2790호
- 유엔 안전 보장 이사회 결의 제2791호
- 유엔 안전 보장 이사회 결의 제2792호
- 유엔 안전 보장 이사회 결의 제2793호
- 유엔 안전 보장 이사회 결의 제2794호
- 유엔 안전 보장 이사회 결의 제2795호
- 유엔 안전 보장 이사회 결의 제2796호
- 유엔 안전 보장 이사회 결의 제2797호
- 유엔 안전 보장 이사회 결의 제2798호
- 유엔 안전 보장 이사회 결의 제2799호
- 유엔 안전 보장 이사회 결의 제2800호